# Gułdowy
Gułdowy (ursprünglich Gołdów, auch Gułdów, deutsch Guldau) ist ein Stadtteil von Cieszyn im Powiat Cieszyński der Woiwodschaft Schlesien in Polen.

## Geographie
Gułdowy liegt am Bach Kraśnianka im Schlesischen Vorgebirge (Pogórze Śląskie), etwa drei Kilometer südöstlich des Stadtzentrums.
Im Jahr 1910 hatte der Ort eine Fläche von 311 ha. Nachbarorte: Krasna im Norden, Bobrek im Nordwesten, Mnisztwo im Westen, Dzięgielów im Süden, Bażanowice im Osten.

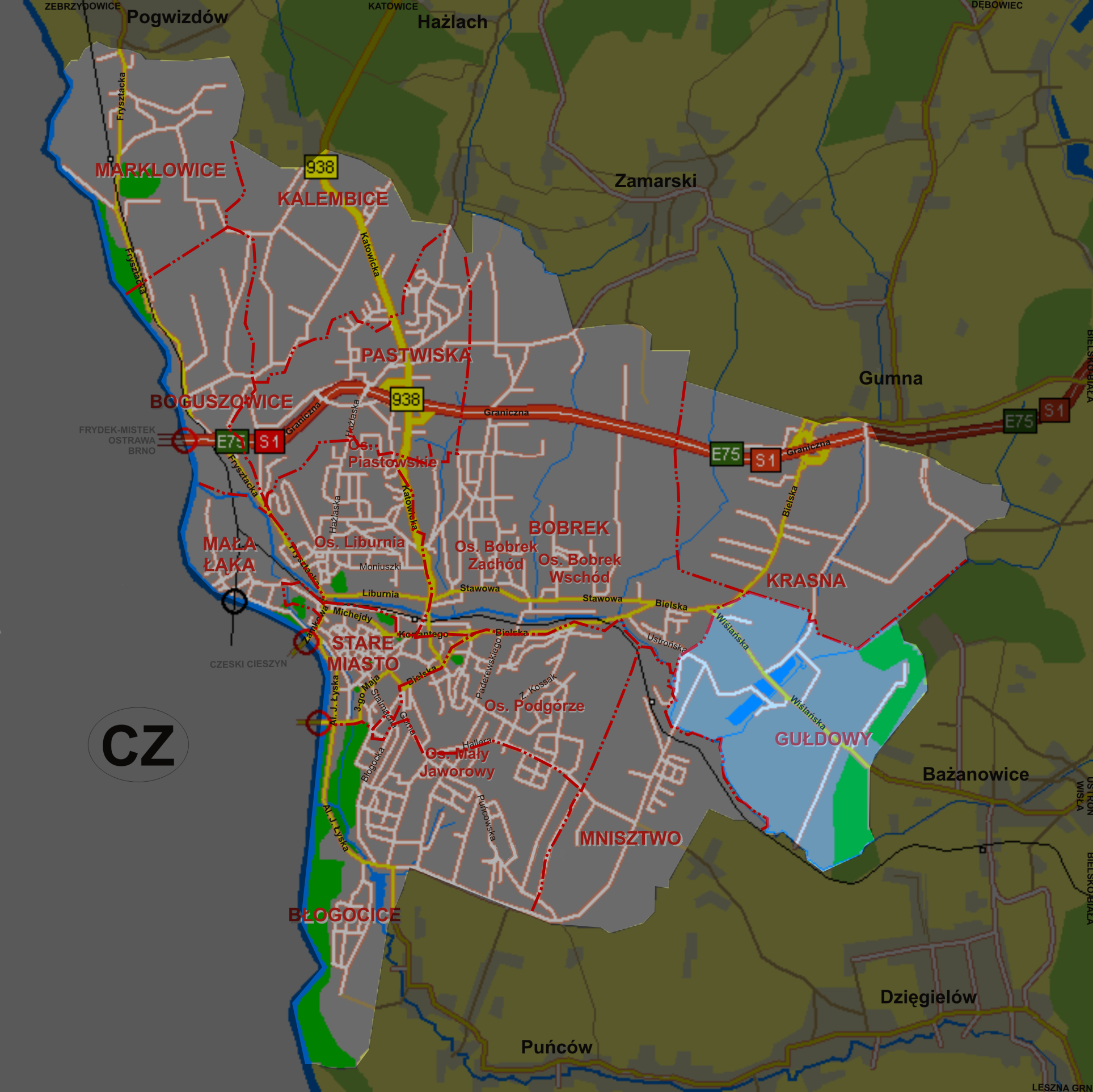
Lage von Gułdowy in Cieszyn

## Geschichte
Der Ort wurde im Jahr 1461 im Satz z folwerky Goldowem i s tiem folwarkem ktery przed Tiessinem protiw blechu zalezi, k Goldowu erstmals urkundlich erwähnt, und dann als Guldowskymu (1572), Guldowy (1577), Guldau (1657) und so weiter. Der Name ist abgeleitet vom Vornamen des Urbesitzers Gołda, zunächst mit dem typischen Wortende -ów, ab dem 16. Jahrhundert mit der pluralisierten Form -owy.
Politisch gehörte das Dorf ursprünglich zum Herzogtum Teschen, die Lehnsherrschaft des Königreichs Böhmen, und seit 1526 gehörte es zur Habsburgermonarchie.
Nach der Aufhebung der Patrimonialherrschaften wurde es ab 1850 ein Ortsteil der Gemeinde Krasna in Österreichisch-Schlesien, Bezirk Teschen und Gerichtsbezirk Teschen. Im Jahr 1900 hatte Gułdowy 15 Häuser mit 173 Einwohnern, davon alle polnischsprachig, 99 (57,2 %) römisch-katholisch, 72 (41,6 %) evangelisch, 2 (1,2 %) israelitisch. 1910 gab es 18 Häuser mit 190 Einwohnern, davon alle polnischsprachig, 97 (51,1 %) römisch-katholisch, 88 (46,3 %) evangelisch, 5 (2,6 %) israelitisch.
1920, nach dem Zusammenbruch der k.u.k. Monarchie und dem Ende des Polnisch-Tschechoslowakischen Grenzkriegs wurde Gułdowy ein Teil Polens. Unterbrochen wurde dies nur durch die Besetzung Polens durch die Wehrmacht im Zweiten Weltkrieg.
Boguszowice wurde 1973 mit Krasna als Stadtteil Cieszyns eingemeindet.

## Persönlichkeiten
- Jan Szuścik (1879–1941), polnischer National- und Volksaktivist, Abgeordneter des Schlesischen Parlaments (1922–1930), Bürgermeister von Łazy (1938–1939)